# Botryobasidium parvisetosum
Botryobasidium parvisetosum är en svampart som beskrevs av Boidin & Gilles 1988. Botryobasidium parvisetosum ingår i släktet Botryobasidium och familjen Botryobasidiaceae.   Inga underarter finns listade i Catalogue of Life.